# Summer Phoenix

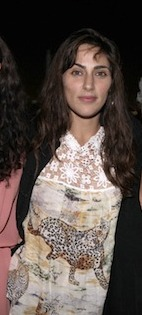
Summer Phoenix (2011)

Summer Joy Phoenix (* 10. Dezember 1978 in Winter Park, Florida) ist eine US-amerikanische Schauspielerin.

## Karriere
Bereits ab ihrem sechsten Lebensjahr spielte sie Gastrollen in Fernsehserien wie Airwolf und Mord ist ihr Hobby. Ihre erste Filmrolle hatte sie 1987 in Russkies. Seit Ende der 1990er-Jahre spielt sie regelmäßig Nebenrollen in Filmen. 2001 erschien der Film Inside a Skinhead, in dem sie als Freundin eines Skinheads mit jüdischer Vergangenheit eine Hauptrolle übernahm. Sie ist Absolventin der Tisch School of the Arts.

## Privates
Summer Phoenix ist die jüngste Tochter von Arlyn und John Phoenix. Sie ist die Schwester von Rain, River, Liberty und Joaquin Phoenix. Von 2006 bis 2017 war sie mit dem Schauspieler Casey Affleck verheiratet. Phoenix ist Mutter zweier Söhne.
Am 15. März 2016 gab Afflecks Sprecher bekannt, dass Summer Phoenix und Casey Affleck von nun an getrennte Wege gehen würden. Im August 2017 reichte sie die Scheidung vor dem Superior Court of California wegen „unüberbrückbarer Differenzen“ ein.

## Filme (Auswahl)
- 1984: Airwolf (Fernsehserie, Episode 2x09)
- 1984: Mord ist ihr Hobby (Murder, She Wrote, Fernsehserie, Episode 1x07)
- 1986: Heißhunger (Kate's Secret)
- 1987: Russkies
- 1987: Duet (Fernsehserie, Episode 1x11)
- 1987: Unser lautes Heim (Growing Pains, Fernsehserie, Episode 3x06)
- 1989: Mein lieber Biber (Still the Beaver, Fernsehserie, Episode 4x14)
- 1990: Das Ding aus dem Sumpf (Swamp Thing, Fernsehserie, Episode 1x10)
- 1997: Arresting Gena
- 1998: Punk! (SLC Punk!)
- 1998: Cool Girl (als Rebecca Fernhurst)
- 1998: The Faculty
- 2000: Esther Kahn
- 2000: Committed
- 2001: Inside a Skinhead (The Believer)
- 2001: Dinner Rush
- 2002: The Laramie Project (Fernsehfilm)
- 2002: Wasted (Fernsehfilm)
- 2004: Suzie Gold
- 2016: All At Once
- 2017: The Mad Whale
- 2021: The Bait 2021
- 2022: My Secret Life (What Comes Around)